# Ceraclea takatsunis
Ceraclea takatsunis là một loài Trichoptera trong họ Leptoceridae. Chúng phân bố ở miền Cổ bắc.